# Gut Farve

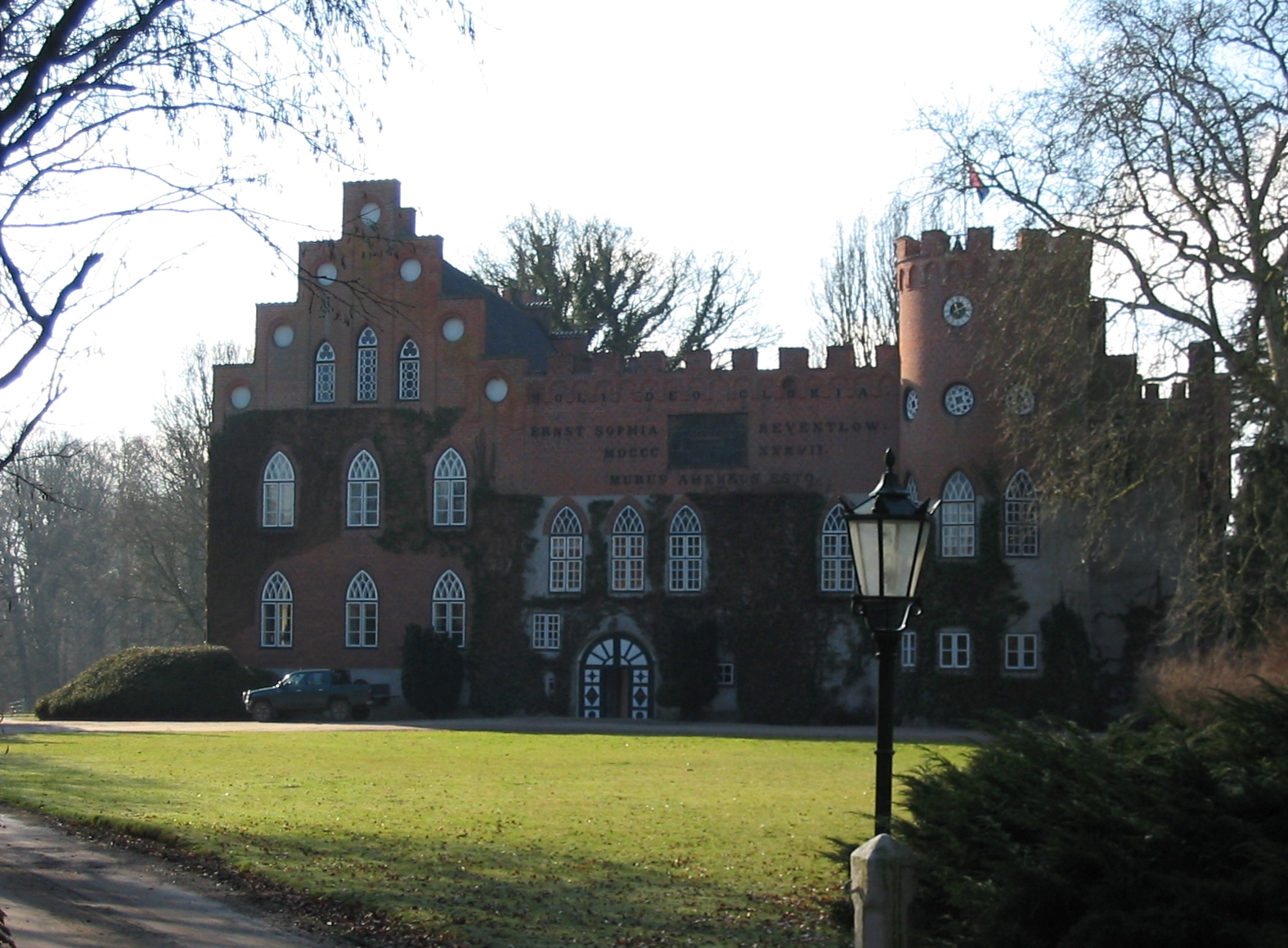
Das Herrenhaus auf Gut Farve – Vorderseite

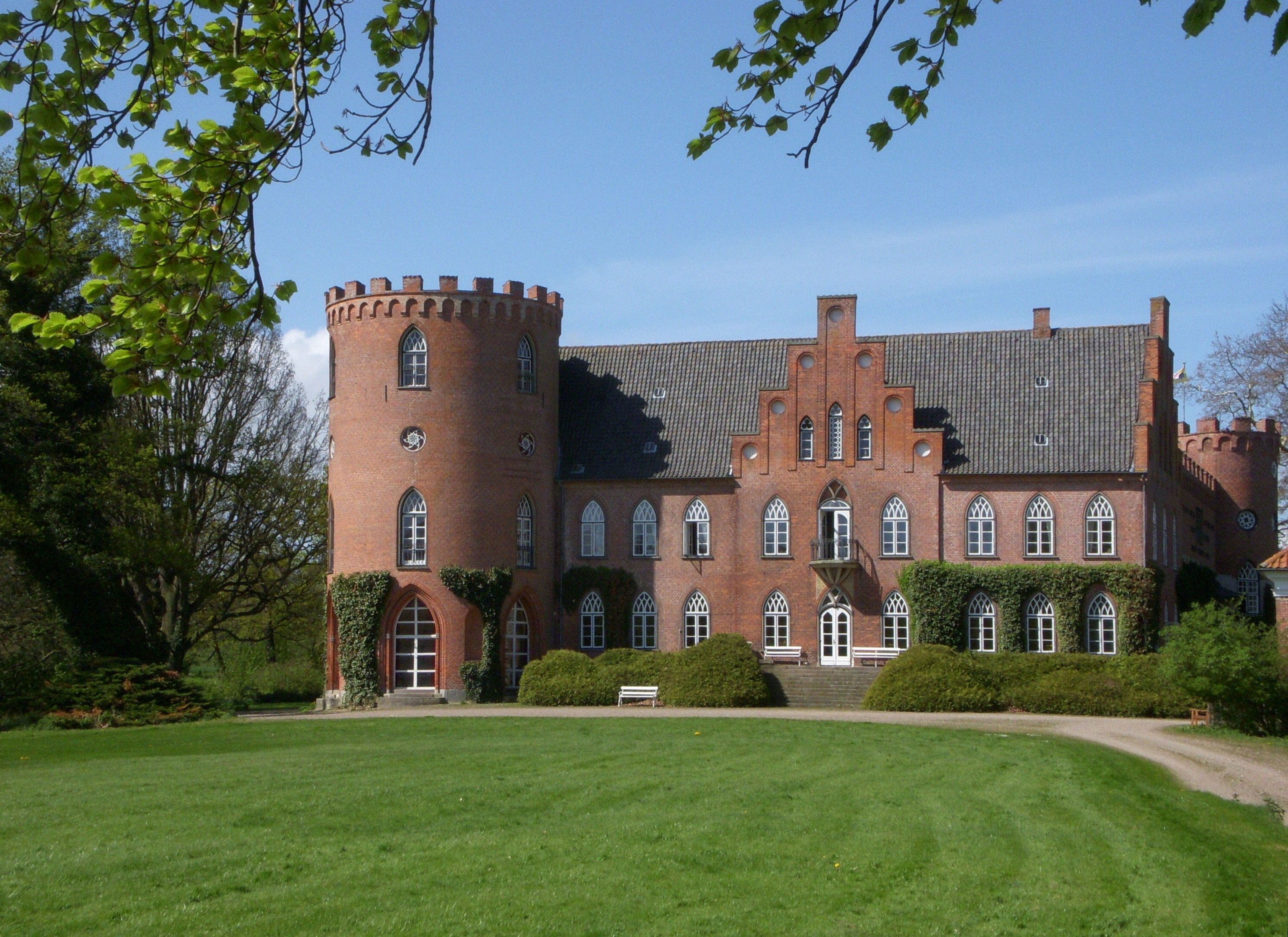
Das Herrenhaus auf Gut Farve – Gartenseite

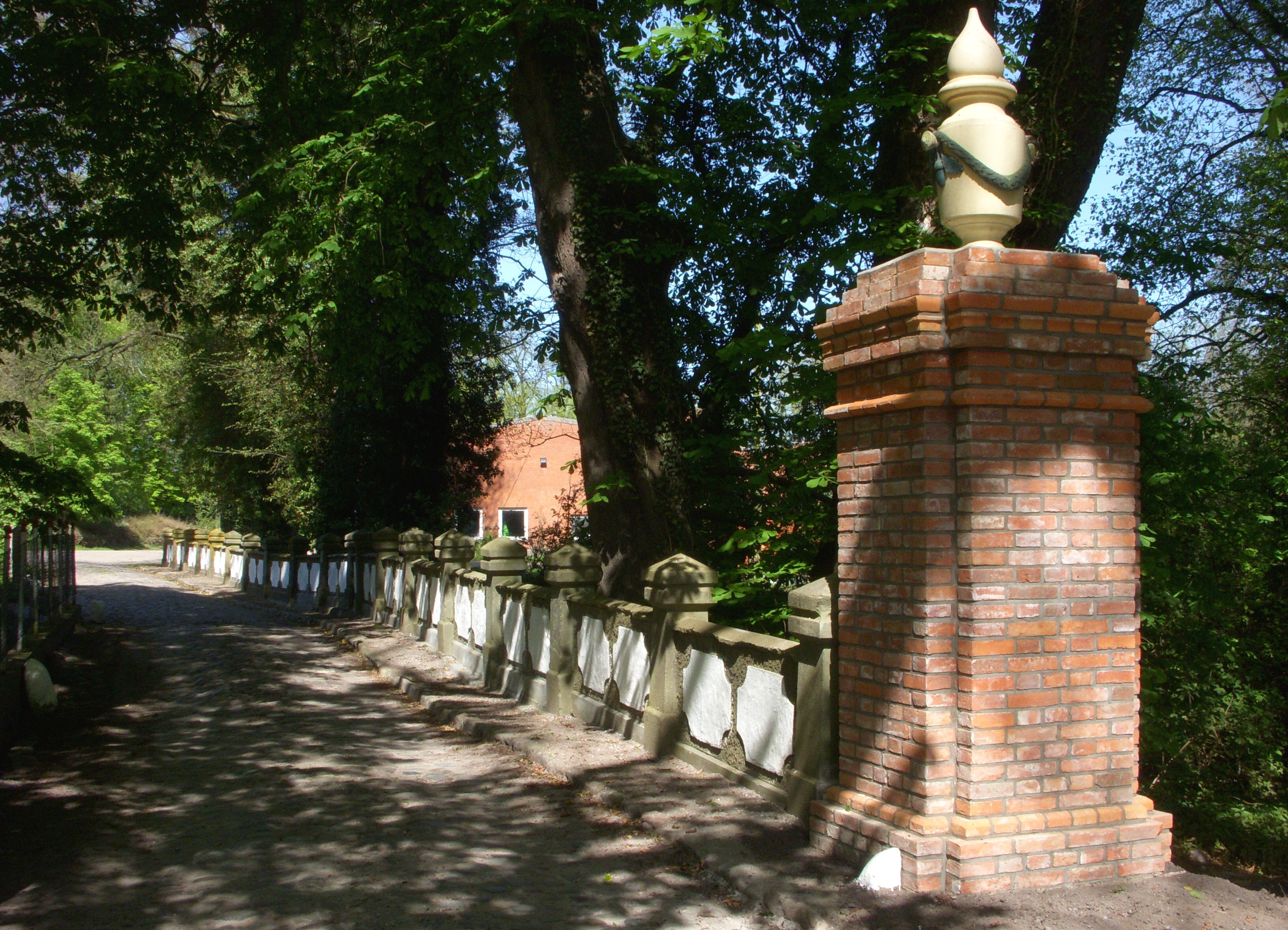
Brücke zum Gut Farve

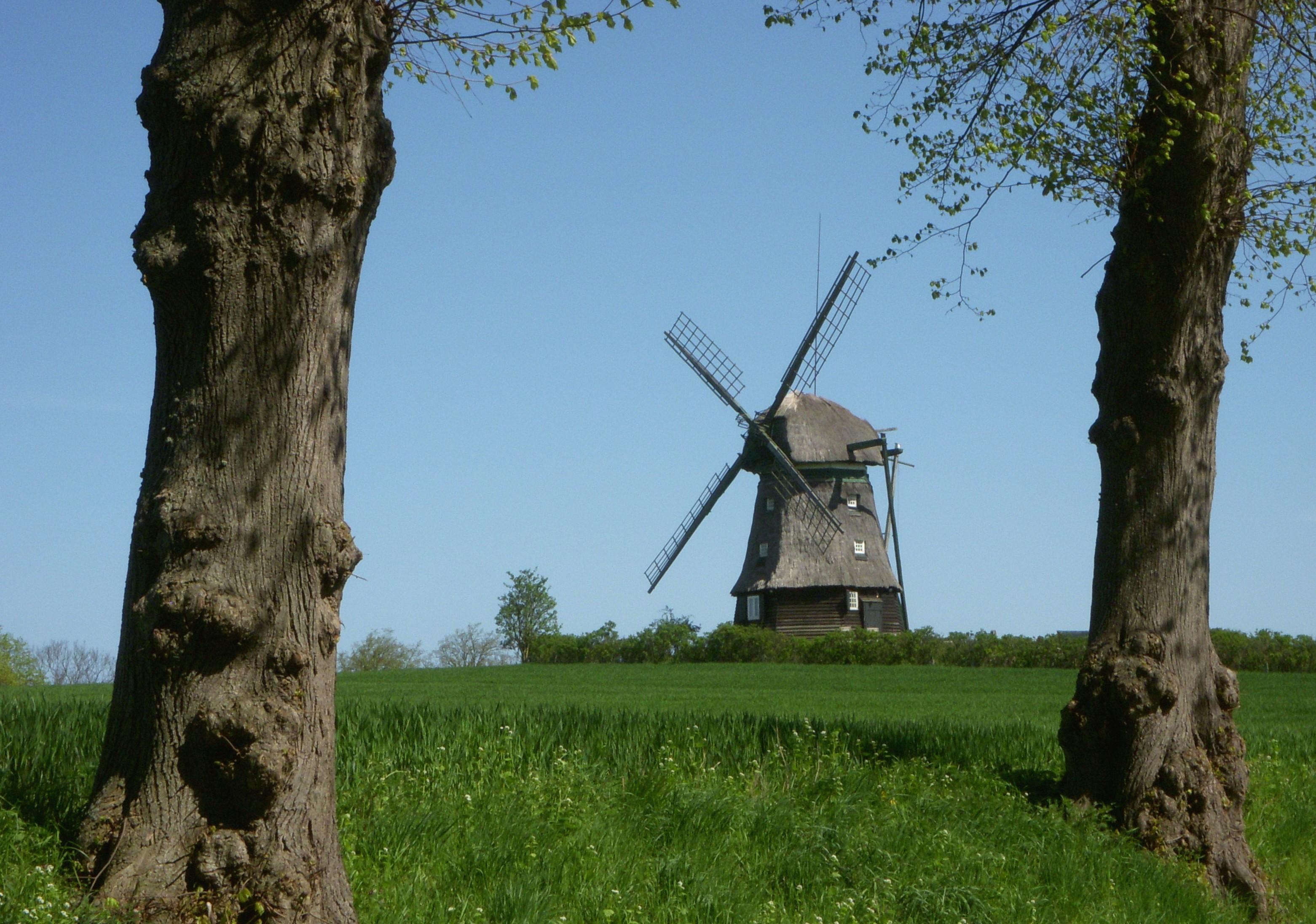
Die Farver Mühle

Das Gut Farve ist ein Herrenhaus mit Park in der Gemeinde Wangels im östlichen Holstein. Er geht auf eine mittelalterliche Burg zurück. Der zu den einstigen Adligen Gütern zählende Besitz wird bis in die Gegenwart bewirtschaftet. Das Herrenhaus wird bewohnt und ist nicht öffentlich zugänglich. Das Gut hatte im Juni 2018 43 Bewohner.

## Geschichtlicher Überblick
Von bronzezeitlicher Besiedlung zeugt der Silberfund von Gut Farve.
Auf dem Gelände des heutigen Guts befand sich im Mittelalter eine kleine Burganlage der Familie Pogwisch, deren Mitglieder zu den Equites Originarii in der Grafschaft und dem daraus hervorgehenden Herzogtum Holstein gehörten. Henning Pogwisch geriet mit dem dänischen König Christian I. in Konflikt, der die Burg daraufhin im Jahre 1480 zerstören ließ. Nach dem Tode Henning Pogwischs erhielten seine Nachkommen die Herrschaft über den Besitz zurück und ließen zu Beginn des 16. Jahrhunderts eine neue Burg errichten, die zum Kern des heutigen Herrenhauses wurde. Die Familie Pogwisch verblieb bis 1662 auf Farve, dann ging das Anwesen durch einen Erbgang an die Familie von  Blome über, denen das Gut die folgenden Jahrhunderte nahezu durchgehend gehörte. Es geriet nur kurzzeitig durch eine erneute Erbschaftsregel an die Grafen von Holstein, doch kehrte Farve nach einer Hochzeit 1749 wieder in Blomeschen Besitz zurück. Zu Beginn des 19. Jahrhunderts wechselten die Gutsherren mehrfach, bis der Besitz schließlich an die Familie Reventlow ging, unter der das Herrenhaus seine heutige Gestalt erhielt. Farve verblieb bis 1926 im Besitz verschiedener Linien der Reventlows, die das Gut an die Grafen Waldersee auf Gut Waterneverstorf veräußerten. Ein letzter Verkauf erfolgte 1929 an die Grafen von Holck, die dort bis heute ansässig sind.
Das Gut wird bis in die Gegenwart landwirtschaftlich betrieben. Die Gutsanlage wie auch das Herrenhaus befinden sich in Privatbesitz und sind für Besucher nicht zugänglich, die zum Gut gehörende Farver Mühle wird jedoch touristisch genutzt.
Bis zur Übernahme durch Preußen 1867 war das Gut auch Patrimonialgericht.

## Bauwerke

### Das Herrenhaus
Das Herrenhaus geht in seinem Kern noch auf die Burganlage vom Beginn des 16. Jahrhunderts zurück. Es handelt sich um eine vierflügelige Anlage um einen Innenhof, der große Hauptturm, der West- und der Südflügel, sowie die Renaissanceportale des Hofs entstammen noch der Zeit des Baubeginns. Das schlossartige Gebäude bildet mit seiner vierflügeligen Baugestalt eine Ausnahme in der Architekturlandschaft Schleswig-Holsteins, wo auf den Gütern des Landadels vor allem die sogenannten Doppelhäuser oder ein- bis dreiflügelige Hausanlagen vorherrschten.
Das zur Zeit der Renaissance errichtete Herrenhaus wurde im 18. Jahrhundert unter der Familie Blome erweitert und modernisiert. Seine heutige Gestalt erhielt es ab 1837 unter Graf Ernst Christian von Reventlow, der das Haus durch Joseph Eduard Mose unter Bezugnahme auf den englischen Castle-Style in den romantischen Formen der Neogotik mit spitzbogigen Fenstern, Zinnen und Treppengiebeln umgestalten und den Nordflügel mit der Hofeinfahrt errichten ließ. Die Innenräume sind dem Geschmack der Zeit entsprechend im Stil des Historismus ausgestattet.

### Der Garten und die Gutsanlage
Mit der Umgestaltung des Herrenhauses Mitte des 19. Jahrhunderts wurde rund um das Gebäude der frühere Barockgarten in eine Parkanlage im Stil Englischer Landschaftsgärten umgewandelt, die mit hohen Solitärbäumen, Rasenflächen, Teichen und Rundwegen gestaltet ist. Nördlich des Herrenhauses befindet sich der Wirtschaftshof, dessen umfangreicher Gebäudebestand wie der Reitstall zum Teil noch auf das 18. Jahrhundert zurückgeht. Nördlich des Gutshofs befindet sich die Farver Windmühle, ein Erdholländer von 1828.